# Acraea acrita
Acraea acrita là một loài bướm ngày thuộc họ Nymphalidae. Nó được tìm thấy ở phần lớn Châu Phi.
Sải cánh dài 45–55 mm. Con trưởng thành bay quanh năm, nhiều nhất vào from tháng 2 đến tháng 6 ở miền nam châu Phi.
Ấu trùng ăn các loài Passifloraceae, bao gồm Adenia.

## Phụ loài
- Acraea acrita acrita (Zimbabwe tới Mozambique, Malawi, miền đông Zambia, miền bắc Zambia, miền nam Zaire (đông Shaba), Tanzania)
- Acraea acrita ambigua (tây nam Zambia, miền bắc Angola)
- Acraea acrita eltringhamiana
- Acraea acrita guluensis